# Julia Hentschel
Julia Hentschel (* 20. November 1968 in Bremen) ist eine ehemalige deutsche Schauspielerin.

## Leben
Julia Hentschel wuchs in Bremen auf, ihre Mutter arbeitete als Inspizientin an einem Bremer Theater. In ihrer Jugend nahm sie als Ruderin an deutschen Meisterschaften teil, nach dem Abitur besuchte sie in Hamburg eine Schauspielschule. Erste Erfahrungen auf der Bühne machte Hentschel in ihrer Geburtsstadt an einer freien Schauspielgruppe, bis sie gemeinsam mit anderen Schauspielerinnen und Schauspielern das Junge Theater Bremen gründete.
In späteren Jahren verlegte Hentschel ihren Lebensmittelpunkt nach Berlin und begann ein Studium der Sozialpädagogik. Im September 2001 wurde sie Mutter von Zwillingen.
Von 1993 bis 1995 spielte Julia Hentschel in mehreren Folgen der Familienserie Nicht von schlechten Eltern, bekannt wurde sie ab 1999 in der Rolle der Fanny Stephan als Nachfolgerin von Kathrin Waligura und Claudia Schmutzler in der Krankenhausserie Für alle Fälle Stefanie.
Nach 2002 lassen sich keine weiteren schauspielerischen Aktivitäten Julia Hentschels ermitteln.

## Filmografie
- 1993–1995: Nicht von schlechten Eltern (12 Folgen als Julia)
- 1997: Für alle Fälle Stefanie – Göttin am Abgrund (als Sabine Rast)
- 1999–2000: Für alle Fälle Stefanie (49 Folgen als Fanny Stephan)
- 2001: Drehkreuz Airport (7 Folgen als Petra Steinmüller)
- 2002: Ich lass mich scheiden – Die Gefangene